# Xã Belknap, Michigan
Xã Belknap (tiếng Anh: Belknap Township) là một xã thuộc quận Presque Isle, tiểu bang Michigan, Hoa Kỳ. Năm 2010, dân số của xã này là 751 người.